# Joan Carlile
Joan Carlile of Carlell of Carliell (ca. 1606 - Londen, 1679) was een Engelse portretschilder en was een van de eerste Engelse vrouwen die schilderen professioneel beoefenden.

## Biografie
Joan Carlile werd geboren als Joan Palmer als de dochter van William Palmer, een ambtenaar bij de Koninklijke Parken van Londen. In juli 1926 huwde ze met de toneelschrijver Lodowick Carlile. Joan Carlile kopieerde aanvankelijk de werken van de Italiaanse meesters in miniatuurvorm. Ook schilderde ze portretten waarin de invloed van hofschilder Antoon van Dijck goed te zien was. Er wordt gezegd dat Karel I van Engeland zo onder de indruk van haar werk was dat hij het aan Van Dijck presenteerde.
Haar echtgenoot overleed in 1675 en in 1679 overleed Joan Carlile. Ze hadden samen twee kinderen: James en Penelope.

## Werken
Een portret van Elizabeth Maitland met haar echtgenoot en zus wordt aan haar toegeschreven en is te bewonderen in Ham House. Het portret Lady Dorothy Browne, née Milleham; Sir Thomas Browne van haar hand wordt tentoongesteld in de National Portrait Gallery. Het schilderij The Carlile Family with sir John Isham in Richmond Park is te bewonderen in Lamport Hall.
- RKD-Nederlands Instituut voor Kunstgeschiedenis: 15395
- Union List of Artist Names: 500024898
- Virtual International Authority File: 95834932